# Atractaspis
Atractaspis es un género de serpientes venenosas que pertenecen a la subfamilia Atractaspidinae. El género agrupa a 15 o 22 especies nativas de África y una parte del Medio Oriente.

## Especies
Se distinguen las siguientes especies por Reptile Database:
- Atractaspis andersonii Boulenger, 1905
- Atractaspis aterrima Günther, 1863
- Atractaspis battersbyi De Witte, 1959
- Atractaspis bibronii Smith, 1849
- Atractaspis boulengeri Mocquard, 1897
- Atractaspis coalescens Perret, 1960
- Atractaspis congica Peters, 1877
- Atractaspis corpulenta (Hallowell, 1854)
- Atractaspis dahomeyensis Bocage, 1887
- Atractaspis duerdeni Gough, 1907
- Atractaspis engaddensis Haas, 1950
- Atractaspis engdahli Lönnberg & Andersson, 1913
- Atractaspis fallax Peters, 1867
- Atractaspis irregularis (Reinhardt, 1843)
- Atractaspis leucomelas Boulenger, 1895
- Atractaspis magrettii Scortecci, 1928
- Atractaspis microlepidota Günther, 1866
- Atractaspis micropholis Günther, 1872
- Atractaspis phillipsi Barbour, 1913
- Atractaspis reticulata Sjöstedt, 1896
- Atractaspis scorteccii Parker, 1949
- Atractaspis watsoni Boulenger, 1908